# TS Galaxy FC
El TS Galaxy FC es un equipo de fútbol de Sudáfrica que juega en la Premier Soccer League, la primera categoría de fútbol en el país.

## Historia
Fue fundado en el año 2015 en la ciudad de Kameelrivier como un equipo de la Segunda División de Sudáfrica, la tercera división nacional, donde jugó sus primeras tres temporadas.
En mayo de 2018 su dueño Tim Sukazi adquiere la plaza del desaparecido Cape Town All Stars de la Primera División de Sudáfrica y juega en la segunda división, mismo año en el que ganan la Copa de Sudáfrica, su primer título importante, venciendo en la final al Kaizer Chiefs 1-0 con gol de penal de Zakhele Lepasa, con lo que el primer equipo no perteneciente a la Premier Soccer League en ser campeón de copa.
Participa por primera vez en un torneo internacional en la Copa Confederación de la CAF 2019-20 donde es eliminado en la ronda de playoff por el Enyimba FC de Nigeria.

## Palmarés
- Copa de Sudáfrica: 1

2018/19

## Participación en competiciones de la CAF
| Temporada | Torneo                       | Ronda      | Club                 | Casa | Visita | Global |
| --------- | ---------------------------- | ---------- | -------------------- | ---- | ------ | ------ |
| 2019/20   | Copa Confederación de la CAF | Preliminar | St Louis Suns United | 1-0  | 1-0    | 2-0    |
| 2019/20   | Copa Confederación de la CAF | 1          | CNaPS Sport          | 1-0  | 3-1    | 4-1    |
| 2019/20   | Copa Confederación de la CAF | Playoff    | Enyimba FC           | 1-2  | 0-2    | 1-4    |